# Символы Московского княжества

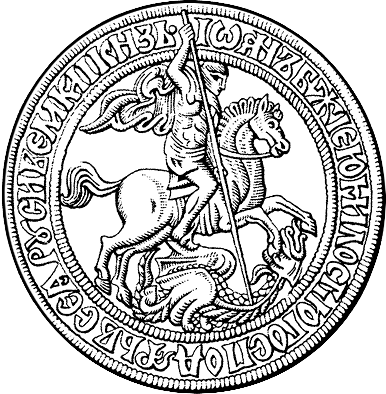
Ездец на лицевой стороне печати Ивана III, 1472 год.

Символы Московского княжества — изображения на печатях, монетах и знамёнах Великого княжества Московского.
Самого понятия рыцарского наследственного герба, широко принятого в Западной Европе, на Руси не существовало. Во время боёв знамёнами служили чаще всего хоругви с вышитыми или нарисованными изображениями Христа, Богородицы, святых или православного креста. Встречающиеся на древнерусских военных щитах изображения не были наследственными. Поэтому история герба России — это прежде всего история великокняжеской печати.

## Святые покровители
На своих печатях древнерусские князья изображали, прежде всего, своих святых покровителей (как, например, на печати Симеона Гордого изображен Святой Симеон, а на печати Дмитрия Донского — Святой Димитрий), а также надпись, указывающая, кому именно принадлежит эта печать (обычно в форме «Печать (великого) князя такого-то»). Начиная с Мстислава Удатного и внуков Всеволода Большое гнездо, на печатях (так же, как и на монетах) стал появляться «ездец» — символическое изображение правящего князя. Оружие ездеца могло быть разным — копьё, лук, меч. На монетах времён Ивана II Красного впервые появляется пеший воин, поражающий мечом змея (дракона). Изображение ездеца было присуще печатям не только князей Владимирских и Московских, но и других. В частности, во время правления Ивана III изображение всадника, поражающего змею, имелось на печати не Великого князя Московского (там был просто ездец с мечом), а его шурина Великого князя Тверского Михаила Борисовича. С тех пор, как Московский князь стал единоличным правителем Руси, всадник на коне, поражающий копьём дракона (символическое изображение победы добра над злом), стал одним из главных символов Русского государства наравне с двуглавым орлом.

Печать Дмитрия Донского. XIV век
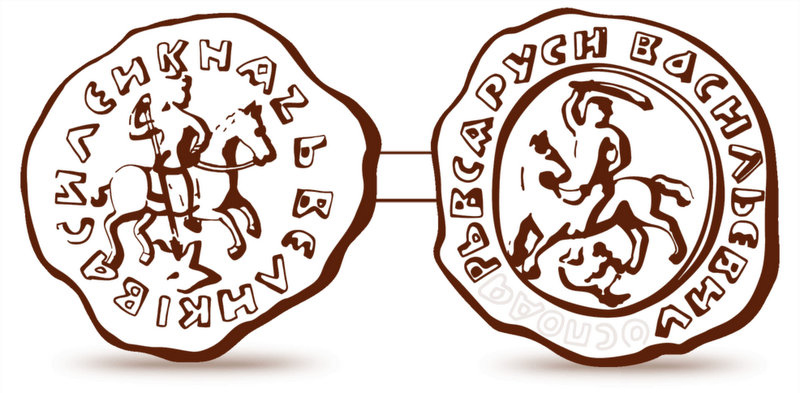
Монета Василия Тёмного. Середина XV в.
Лицевая сторона печати Ивана III. Середина XV в.
Символ Палеологов
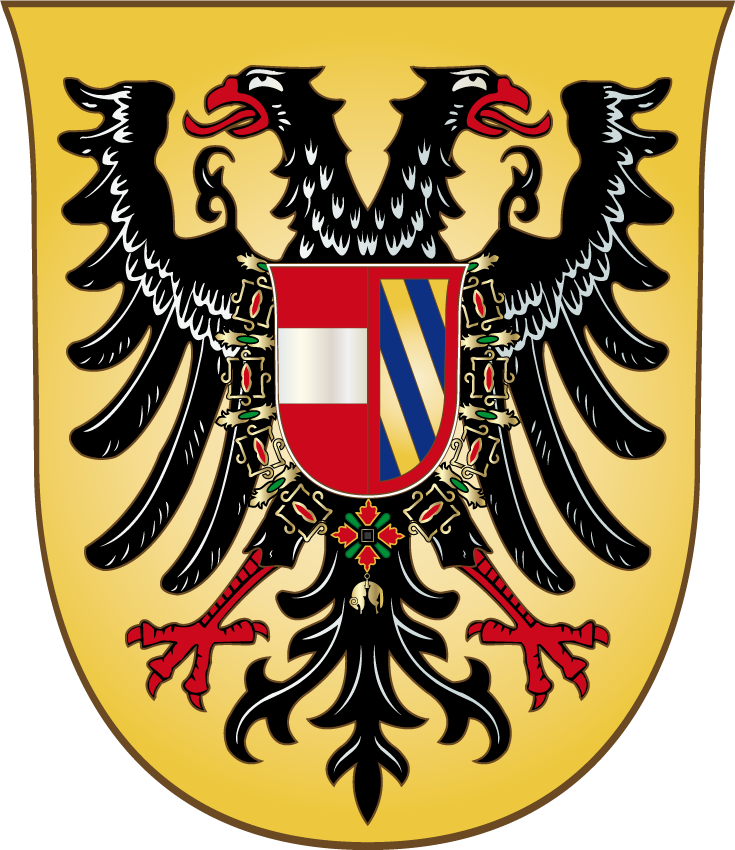
Герб Максимилиана I.
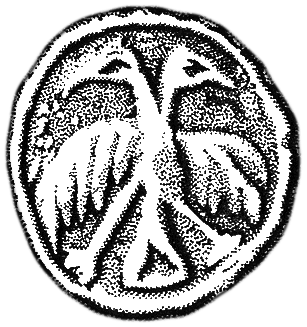
С монеты князя тверского. 1470-е гг.
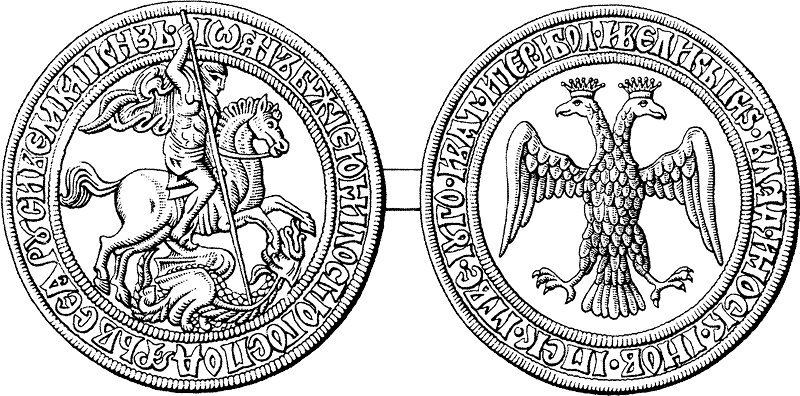
Печать Ивана III. 1497 г.
Герб на печати Ивана Грозного. 1539 г.

Кроме России «ездец» стал символом соседнего государства — Великого княжества Литовского, однако всадник там изображался с мечом и без змея (см. Погоня).

## Двуглавый орёл
Впервые двуглавый орёл в роли государственного символа Русского государства встречается на оборотной стороне государственной печати Ивана III Васильевича в 1472 году, хотя изображения двуглавого орла (или птицы) встречались в древнерусском искусстве и на тверских монетах и раньше.
Есть несколько теорий о причинах его появления.
1. Теория американца Г. Алефа. Софья Палеолог привезла Ивану III изображение двуглавого орла из Мореи, откуда была сама родом. Тут есть некоторые несоответствия. В самой Византии он не был государственным гербом — лишь одним из символов православной страны и лишь у Палеологов он становится родовым знаком. А принимать символ Государю Всея Руси, претендующему на роль вселенского православного царства, династический герб каких-то морейских деспотов (не то униатов, не то вовсе католиков) — не «по чину». К тому же на четверть века позже женитьбы, что наводит на мысль о других причинах появления орла.
2. Теория немца М. Хелльмана. Иван III заимствовал двуглавого орла с печати императоров Священной Римской империи. Но копировать символ державы, с которой он хотел встать вровень, — сомнительный авторитет. Использование тонкостей в геральдическом изображении орла — не более.
3. Теория А. Г. Силаева. Двуглавый орёл был известен на Руси и ранее. Его изображение использовалось в народных узорах, на княжеских плащах Ярослава, Бориса и Глеба, на княжеских щитах. Орёл — символ Перуна, защитник князя и княжеской дружины ещё с языческих времён. Двуглавый орёл также изображался на монетах монгольского хана Джанибека в середине XV века и монетах тверского князя Михаила Борисовича в 70-х годах XV века. И именно в 1470-х годах в титуле Ивана III появляется «и Великий князь … Тверской».

Герб Черниговского воеводства Речи Посполитой (1633 год)

Есть предположение, что двуглавый орёл был символом Черниговских князей в X—XII веках. Его изображение вырезано на турьем роге, найденном при раскопках княжеского захоронения X века, а также на стенах усыпальницы черниговских князей — Черниговского Борисоглебского собора 1123 года. Когда Черниговская земля находилась под властью Польши, ей пожалован герб — двуглавый орёл под одной короной. Возможно, он возник в связи с древним прототипом.
Использование двуглавого орла как императорского в Священной Римской империи (попытка оспорить первенство) и как родового в Византии/Мореи (наличие законных прав) могло лишь подтолкнуть Ивана III к мысли принять его как государственный символ Московской Руси. Не имея русских корней (довод старинного использования), он, возможно, и не прижился бы. У него были альтернативы: Владимирский лев или просто Георгий Победоносец. Ведь у Ивана III орёл был лишь на оборотной стороне печати, то есть занимал второстепенное положение. Зная серьёзное отношение к символу государства Ивана III, можно предположить, что этот вопрос рассматривался со всех сторон, а не с одной какой-либо. И все аргументы были «за».
Во времена Ивана Грозного одним из символов государства выступал единорог. На протяжении десятилетий он использовался одновременно или вместо всадника с копьём — символа защитника княжеской дружины и князя.
После Ивана Грозного государственный символ окончательно закрепился как двуглавый орёл со щитом на груди, где изображён всадник с копьём, поражающий змея. Менялись только форма орла (поднятые или опущенные крылья), его цвет (золотой или чёрный.), положение всадника (иногда был повернут влево от зрителя), количество корон (две, одна, три) и некоторые детали.